# Sawada Kenta
Sawada Kenta (sinh ngày 26 tháng 7 năm 2000) là một cầu thủ bóng đá người Nhật Bản.

## Sự nghiệp câu lạc bộ
Sawada Kenta hiện đang chơi cho Kamatamare Sanuki.